# Bitwa pod Newtown
Bitwa pod Newtown – starcie zbrojne, które miało miejsce w roku 1779 podczas walk z Irokezami.
W maju 1778 r. oddział lojalistów generała Johnstona przy wsparciu 900 Irokezów pod wodzą Josepha Branta dokonał masakry osadników w okolicy Newton (Elmira) i Cherry Valley. Latem 1779 r. przeciwko Irokezom wyruszyła ekspedycja karna licząca 2 500 żołnierzy pod dowództwem generała Johna Sullivana, która wkroczyła na tereny Wielkich Jezior zamieszkiwane przez pięć zjednoczonych irokeskich plemion. Dnia 29 sierpnia pod Newtown oddział 500 Irokezów i 100 lojalistów wydał Amerykanom bitwę. W wyniku starcia wojska Branta zostały rozgromione. Sullivan utracił zaledwie 40 ludzi. Po zwycięskiej bitwie Amerykanie zniszczyli 40 osiedli indiańskich, wycinając pozostałych w nich mieszkańców.